# Gillian Gilbert
Gillian Gilbert est une claviériste, guitariste et chanteuse britannique née le 27 janvier 1961 à Whalley Range vers Manchester, connue pour avoir été membre actif du groupe New Order de 1980 à 2001, puis pour avoir fondé le groupe The Other Two.

## Biographie
Petite amie de Stephen Morris, le batteur de Joy Division, Gillian rejoint en octobre 1980 comme claviériste et guitariste, le groupe New Order, que viennent de créer les trois membres restants de Joy Division après le suicide, en mai 1980, du chanteur de la formation, Ian Curtis.
Elle avait déjà joué avec Joy Division, un certain nombre de fois. L'adhésion de Gilbert a été suggérée par le manager du groupe Rob Gretton. La première prestation de Gillian Gilbert en public avec New Order s'est faite à The Squat, à Manchester, le 25 octobre 1980.
La voix de Gilbert est entendue dans les titres Procession, second single du groupe paru en septembre 1981, Dream attack dans Technique, Avalanche, de l'album Republic, Doubts Even Here, de l'album Movement et Someone Like You, de l'album Get Ready.
En dehors du New Order, Gilbert et Morris, devenu son époux après s'être fiancés en 1993 et avec lequel elle a eu deux enfants, ont créé le groupe The Other Two, qui publient un single dès 1991 et deux albums, sortis respectivement en 1993 et en 1999.
En 2001, elle quitte New Order, tout en participant occasionnellement à quelques concerts et tournées du groupe. Six ans plus tard, elle et Morris remixent des titres de l'album Year Zero Remixed, de Nine Inch Nails.
Elle réintègre le groupe à l'occasion de la composition et de la sortie de l'album Music Complete.